# 다카하시 내각
다카하시 내각(일본어: 高橋内閣)은 대장대신 다카하시 고레키요가 제20대 내각총리대신으로 임명되어, 1921년 11월 13일부터 1922년 6월 12일까지 존재한 일본의 내각이다.

## 재직 기간
- 1921년(다이쇼 10년) 11월 13일 ~ 1922년(다이쇼 11년) 6월 12일
- 재직 일수 : 212일